# Tonka (Mali)
Pour les articles homonymes, voir Tonka.
Tonka est une commune du Mali, dans le cercle de Goundam et la région de Tombouctou.

## Histoire

### Personnalités
- Harandane Dicko, né à Tonka

## Culture
La ville est connue pour ses traditions cavalières, le cheval occupant une place importante pour les hommes de Tonka. Une course de chevaux y est organisée chaque année, attirant de nombreux participants venus de tout le Cercle de Goundam.